# Lestijoki
Der Lestijoki ist ein Fluss in Finnland.
Er hat seinen Ursprung im See Lestijärvi in Mittelösterbotten. Diesen verlässt er an dessen nordwestlichem Ende. Der Lestijoki fließt in nordwestlicher Richtung an Toholampi und Kannus vorbei und mündet nach 110 km bei Himanka in den Bottnischen Meerbusen.
Die letzten Kilometer vor seiner Mündung verläuft der Lestijoki in der Landschaft Nordösterbotten.
Bei Kannus befindet sich ein Wasserkraftwerk am Lestijoki.